# Trofeo Gianfranco Bianchin
Il Trofeo Gianfranco Bianchin è una corsa in linea maschile di ciclismo su strada che si svolge ogni settembre a Ponzano Veneto (provincia di Treviso), in Italia. Dal 2005 al 2012 ha fatto parte del circuito UCI Europe Tour come gara per Under-23 di classe 1.2U, mentre dal 2013 è riclassificata come gara 1.12 (gara nazionale Elite/Under-23).
È intitolato a Gianfranco Bianchin, ciclista professionista prematuramente scomparso nel 1970.

## Albo d'oro
Aggiornato all'edizione 2017.
| Anno | Vincitore            | Secondo                | Terzo               |
| ---- | -------------------- | ---------------------- | ------------------- |
| 1970 | Pietro Poloni        |                        |                     |
| 1971 | Gino Chies           |                        |                     |
| 1972 | Nereo Bazzan         |                        |                     |
| 1973 | Giampaolo Flamini    |                        |                     |
| 1974 | Ruggero Gialdini     |                        |                     |
| 1975 | Giuseppe Martinelli  |                        |                     |
| 1976 | Ermenegildo Da Re    |                        |                     |
| 1977 | Fiorenzo Favero      |                        |                     |
| 1978 | Claudio Pettinà      |                        |                     |
| 1979 | Giuseppe Petito      |                        |                     |
| 1980 | Giovanni Moro        |                        |                     |
| 1981 | Claudio Argentin     |                        |                     |
| 1982 | Ezio Moroni          |                        |                     |
| 1983 | Mario Condolo        |                        |                     |
| 1984 | Enrico Pezzetti      | Alberto Parise         | Valentino Piai      |
| 1985 | Luigi Furlan         |                        |                     |
| 1986 | Giorgio Furlan       |                        |                     |
| 1987 | Carlo Finco          |                        |                     |
| 1988 | Desiderio Voltarel   |                        |                     |
| 1989 | Marco Masetti        | Mirko Bruschi          | Carlo Benigni       |
| 1990 | Stefano Guerrini     | Valentino Guerra       | Wladimir Belli      |
| 1991 | Giuseppe Guerini     | Alessandro Bertolini   | Carlo Cobalchini    |
| 1992 | Alessandro Bertolini | Gian Matteo Fagnini    | Mauro Bettin        |
| 1993 | Stefano Checchin     | Alessandro Bertolini   | Mauro Bettin        |
| 1994 | Gianluca Pianegonda  | Peter Luttenberger     | Andrea Dolci        |
| 1995 | Stefano Faustini     | Giuliano Figueras      | Andrea Zatti        |
| 1996 | Emanuele Lupi        | Gianluca Tonetti       | Stefano Finesso     |
| 1997 | Giuliano Figueras    | Salvatore Commesso     | Roberto Ferrario    |
| 1998 | Massimo Cigana       | Ivan Basso             | Fabio Marchesin     |
| 1999 | Leonardo Giordani    | Paolo Tiralongo        | Maurizio Vandelli   |
| 2000 | Giampaolo Caruso     | Jaroslav Popovyč       | Luca Barattero      |
| 2001 | Luca Barattero       | Aleksandr Kolobnev     | Alessandro Bertuola |
| 2002 | Luca Solari          | Aleksandr Arekeev      | Emanuele Sella      |
| 2003 | Giovanni Visconti    | Roman Radčenko         | Alessandro Ballan   |
| 2004 | Paul Crake           | Mauro Da Dalto         | Davide Viganò       |
| 2005 | Matteo Priamo        | Matic Strgar           | Aleksandr Efimkin   |
| 2006 | Matic Strgar         | Jure Kocjan            | David Tratnik       |
| 2007 | Americo Novembrini   | Julián Darío Atehortúa | Alessandro Bisolti  |
| 2008 | Robert Vrečer        | Anatolij Kaštan        | Matic Strgar        |
| 2009 | José Bone León       | Gianluca Brambilla     | Ihor Dementjev      |
| 2010 | Robert Vrečer        | Fabio Aru              | Pierre Paolo Penasa |
| 2011 | Moreno Moser         | Patrick Facchini       | Vincenzo Ianniello  |
| 2012 | Kristian Sbaragli    | Pietro Tedesco         | Luka Mezgec         |
| 2013 | Andrea Toniatti      | Gianluca Leonardi      | Daniele Cavasin     |
| 2014 | Davide Gomirato      | Daniele Cavasin        | Paolo Totò          |
| 2015 | Rino Gasparrini      | Marco Maronese         | Xhuliano Kamberaj   |
| 2016 | Michael Bresciani    | Gianluca Milani        | Stepan Kur'janov    |
| 2017 | Luca Mozzato         | Nicolò Rocchi          | Francesco Romano    |
| 2018 | Tadej Pogačar        | Andrea Bagioli         | Clément Champoussin |
| 2019 | Francesco Di Felice  | Martin Marcellusi      | Gregorio Ferri      |